# Theodosius van Bithynië
Theodosius van Bithynië (Oudgrieks: Θεοδόσιος; tweede helft van de 2e eeuw v. Chr, waarschijnlijk 169-100 v.Chr.) was een oud-Grieks wiskundige en astronoom. Hij wordt ook Theodosius van Tripolis genoemd.

## Leven en werken
Over Theodosius zelf is amper iets bekend. Strabo beschouwde hem als een van de belangrijkste geleerden van Bithynië, en ook zijn zonen waren volgens Strabo bekende wiskundigen. Omdat Strabo hem in zijn Geographika in zijn opsomming na Hipparchus vermeldde en hij gewoonlijk chronologisch te werk ging, moet Theodosius waarschijnlijk na Hipparchus hebben geleefd.
In het Byzantijnse lexicon Suda werd Tripolis als zijn plaats van herkomst opgegeven, maar het gaat hier waarschijnlijk om een naamsverwarring. Het lemma in de Suda heeft er echter wel hoofdzakelijk voor gezorgd, dat hij ook Theodosius van Tripolis wordt genoemd.
Van Theodosius zijn drie werken overgeleverd:

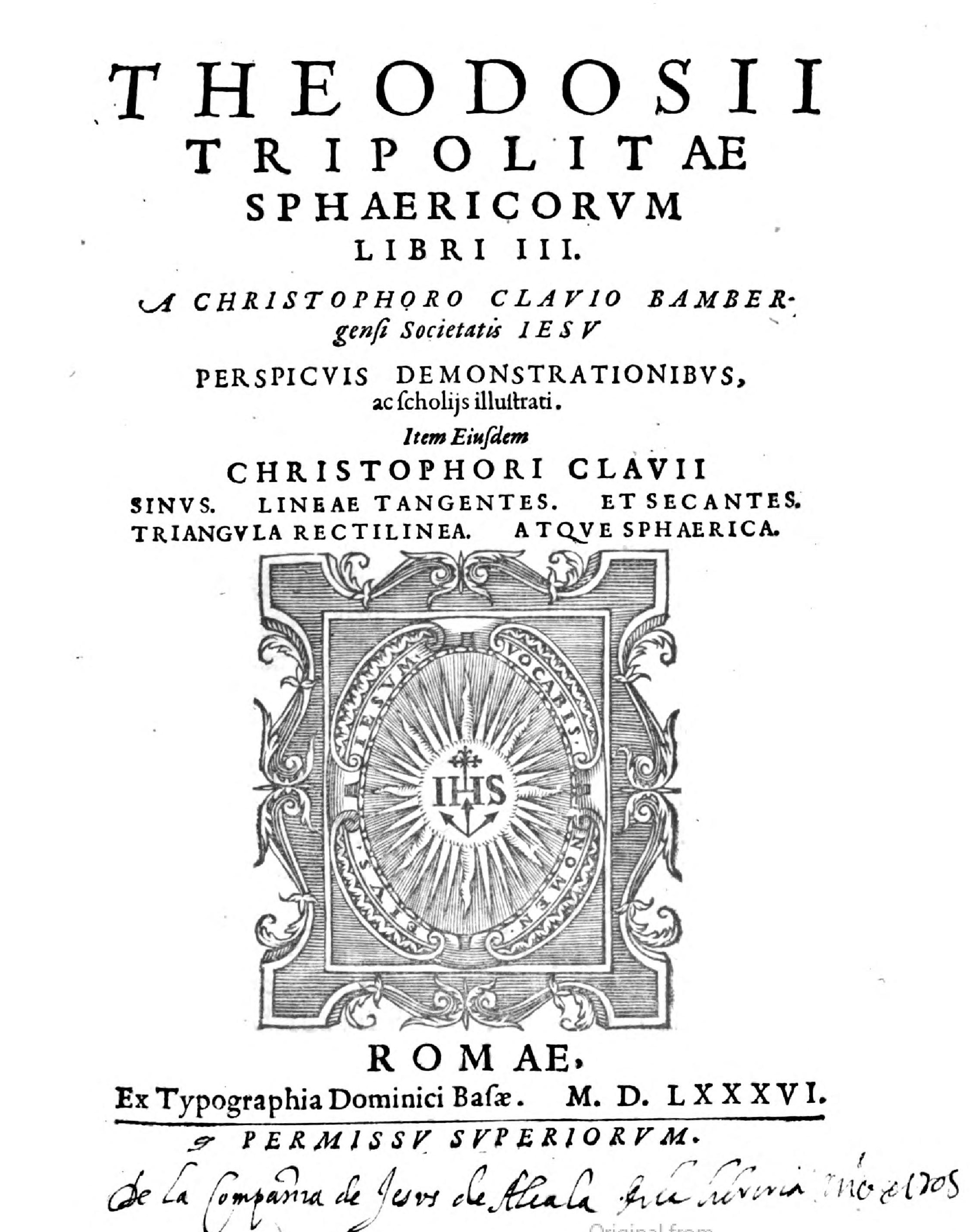
Titelblad van een uitgave van Sphaerica (1586).

- Sphaerica (Bolmeetkunde), in drie boeken. Het behandelt de elementaire geometrie van bolvormen, die voor astronomische doelen werden aangewend en bij de Grieken hoofdzakelijk als onderdeel van de Oud-Griekse astronomie werden beschouwd. Hij baseerde zich in dit werk op Autolycus van Pitane en Euclides, en van deze laatste baseerde hij zich niet op zijn werken over de elementen (die weinig met de geometrie van bolvormen hadden te maken) maar op diens slechts fragmentarisch overgeleverde astronomische werk Phaenomena.[4] Hij behandelde echter niet de ontwikkeling van de leer van bolvormen door zijn Bithynische streekgenoot Hipparchus. Het werk was waarschijnlijk net als de andere bewaard gebleven werken van Theodosius deel van een verzameling over Kleine astronomie van Pappos van Alexandrië en is daarom bewaard gebleven.[5] Het werd op het eind van de 9e eeuw (net als de andere werken van Theodosius) in het Arabisch (onder andere door Thabit ibn Qurra) en uit het Arabisch in de 12e eeuw in het Latijn vertaalt (Plato van Tivoli, Gerard van Cremona). Gedrukte uitgaven verschenen voor het eerst in 1518 in Venetië (Latijn, vertaling uit het Arabisch), in 1529 in Wenen (Johannes Vögelin), in 1558 in Parijs (J. Pena), 1572 in Straatsburg (Conrad Dasypodius) en dan onder andere in uitgaves door Clavius (Rome, 1586; zie afbeelding), J. Auria (Rome, 1587), Marin Mersenne (1644), Isaac Barrow (1675).
- De habitationibus (Over woonplaatsen) en De diebus et noctibus (Over dagen en nachten), zijn beiden werken over mathematische geografie. In het eerste werk wordt onder andere beschreven welke hemeldelen op verschillende geografische plaatsen zichtbaar zijn en in het tweede werk gaat het om de lengte van dagen en nachten in de loop van een jaar.

Hij zou volgens de Suda ook enkele kleinere astronomische en astrologische werken hebben geschreven, een boek Beschrijving van huizen (dat waarschijnlijk niet over astrologie gaat, maar over architectuur) en een commentaar over de methode van Archimedes.
Hij is waarschijnlijk ook als de door Vitruvius als uitvinder van een op verschillende plaatsen inzetbaar zonnewijzer genoemde Theodosius te identificeren.

## Uitgaven
- Theodosius Tripolites Sphaerica, uitgave van J. Heiberg in Abhandlungen der Gesellschaft der Wissenschaften zu Göttingen, Phil.-Hist. Klasse, 19, nr. 3, 1927 (Griekse uitgave met Latijnse vertaling en scholium)
  - Duitse uitgaven: Johann Ernst Nizze, Die Sphärik des Theodosios, Stralsund, 1826[7]; Arthur Czwalina, Autolycus: Rotierende Kugel und Aufgang und Untergang der Gestirne; Theodosius von Tripolis: Sphaerik, Leipzig, 1931.
  - Franse uitgave: Paul ver Eecke, Théodose de Tripoli: Les sphériques, Parijs - Brugge, 1927.
  - Nederlandse uitgave: H. van Blanken, Theodosius van Tripolis, over den Bol, Zwolle, 1836. (eerste boek)
- Theodoii De habitationibus liber De diebus et noctibus libri duo, in Abhandlungen der Gesellschaft der Wissenschaften zu Göttingen, Phil.-Hist, Klasse, 19, nr. 4, 1927, uitgave door R. Fecht (Griekse uitgave met Latijnse vertaling en scholia)